# Polikarpov TIS
Il Polikarpov TIS era un aereo da caccia pesante progettato in Unione Sovietica all'inizio degli anni quaranta dall'OKB Polikarpov, guidato da Nikolaj Nikolaevič Polikarpov. La sigla «TIS» («ТИС» in caratteri cirillici e in russo Тяжелого Истребителя Сопровождения?, Tjaželogo Istrebitelja Soprovoždenija), stava ad indicare il ruolo previsto di «Caccia pesante, di scorta».
Lo sviluppo del progetto fu ritardato prima dall'evacuazione dell'impianto industriale a seguito dell'invasione tedesca dell'Unione Sovietica, poi dalla mancanza di un propulsore adeguato e infine dalla morte di Nikolaj Polikarpov avvenuta nel 1944. Alla fine ne furono costruiti due esemplari ed il progetto non superò la fase di prototipo prima che lo studio di progettazione venisse inglobato nell'OKB-301 guidato da Semën Alekseevič Lavočkin.

## Storia del progetto
Sul finire del 1939, in concomitanza con le vicende tribolate collegate allo sviluppo dell’I-180, l’OKB Polikarpov fu dapprima privato di importanti collaboratori destinati a dare vita all'ufficio di progettazione Mikoyan Gurevich e poi trasferito all'Impianto Aeronautico di Stato n°51.
Uno dei primi progetti ai quali l’OKB si trovò a lavorare nella nuova sede, fu quello per un caccia pesante bimotore, la cui realizzazione fu richiesta dal Commissariato del popolo per l'industria aeronautica, considerevolmente impressionato dalle prestazioni del caccia tedesco Messerschmitt Bf 110.
Basando il proprio lavoro sull'esperienza maturata con lo sviluppo dei progetti VIT-1 e VIT-2, Polikarpov diede inizio al disegno del TIS all'inizio del 1940 con la collaborazione di Michail Kuz'mič Jangel', ingegnere aeronautico che avrebbe in seguito partecipato al programma sovietico per la conquista della Luna.
Il progetto fu ultimato all'inizio di settembre ed il primo benestare per l’avvio alla produzione in serie dell’aereo fu rilasciato dalla commissione statale il 18 di quello stesso mese. Seguì la realizzazione del mockup con l’ordine di realizzare tre prototipi e il 29 novembre il NKAP rilasciò l’ordine di costruzione all'Impianto n°51.
Il processo proseguì speditamente anche se l’impianto industriale di recente costituzione era carente di macchinari e di tecnici, per cui Polikarpov fu costretto a chiedere la collaborazione di altri stabilimenti per la realizzazione delle ali e del telaio. Il primo esemplare del TIS fu approntato nell'estate del 1941 e portato in volo per la prima volta il 30 agosto quando la guerra era ormai in corso da poco più di due mesi.
Il conflitto segnò tuttavia gli eventi dei mesi successivi: il 9 ottobre ebbe inizio lo smantellamento del GAZ n°51 che fu evacuato a Novosibirsk, dove i treni con il materiale ed il personale arrivarono a partire dal mese successivo; l’ultimo convoglio arrivò alla fine di gennaio del 1942. La ricostruzione si rivelò lenta e complessa e richiese un impegno considerevole in termini di organizzazione, che Polikarpov riuscì a condurre con grande perseveranza. Con lo spostamento del GAZ n°51, in seno al gruppo di lavoro di Polikarpov avvenne anche l’avvicendamento di Michail Jangel', sostituito da Aleksandr Vasil’evič Potopalov, ingegnere che alla metà degli anni settanta sarebbe divenuto capo progettista per il programma spaziale sovietico Buran.
La catena di montaggio fu approntata nel mese di aprile e furono pianificate le prove di volo su due esemplari del TIS: il primo viene identificato con la denominazione TIS (A) e il secondo, modificato nell'impennaggio, viene indicato come TIS (MA) oppure “2A”.
La ripresa dei test di volo a Novosibirsk fece emergere l'inadeguatezza dei motori Mikulin AM-37, ma le necessità contingenti allo svolgimento della guerra non permisero di dedicare attenzione al perfezionamento di nuovi motori da installare su aerei in via di sviluppo, tanto più che lo stabilimento designato a produrre gli AM-37 era impegnato nella costruzione dei motori AM-38, considerati preziosissimi poiché destinati ad equipaggiare l'Ilyushin Il-2 Šturmovik. Malgrado ciò i test furono protratti fino all'inizio del 1943, senza portare a sviluppi significativi.
Fu solamente alla fine di ottobre di quello stesso anno che Polikarpov decise di sottoporre alle autorità statali un aggiornamento del progetto iniziale che, oltre a migliorie aerodinamiche e potenziamento dell'armamento, contemplasse la sostituzione dei motori con due unità del tipo AM-39; il progetto fu approvato a dicembre, a condizione che il velivolo fosse approntato per le prove entro il 1º febbraio successivo e che confermasse le prestazioni previste in sede progettuale.
Dopo quasi tre mesi di valutazioni, il 12 dicembre del 1943 il Terzo Dipartimento del "NII VVS KA" raccomandò l'avvio della produzione dell'aereo, dotato di due motori AM-39, che avrebbe potuto essere utilizzato come caccia di scorta per bombardieri operanti nel raggio di 1000 km, come caccia notturno o come cacciabombardiere, sottolineandone l'efficacia contro bersagli di vario genere, con blindature fino ad un massimo di 30 mm. Secondo tali raccomandazioni, l'aereo avrebbe dovuto essere presentato per le prove di accettazione entro il 1º febbraio del 1944.

## Tecnica

### Cellula
Il Polikarpov TIS si presentava come uno snello monoplano bimotore ad ala bassa, dalla struttura interamente metallica. Si caratterizzava per l'abitacolo con sedili dei due membri dell'equipaggio disposti in tandem ma orientati in direzione opposta, con il mitragliere rivolto verso la coda del velivolo.
L'ala aveva il bordo d'entrata ad andamento rettilineo, mentre il bordo d'uscita era rastremato verso l'estremità; a circa un terzo dell'apertura erano disposte le gondole dei motori. L'impennaggio era di tipo bideriva, che nella prima versione si presentava con ampia forma ovale, in seguito (nella versione "MA") ridimensionata nella sua parte anteriore.
Il carrello d'atterraggio era di tipo classico, con gli elementi anteriori (a singola ruota sorretta da doppio braccio ammortizzato) che si ritraevano nella parte posteriore delle gondole dei motori.

### Motori
Come già nel caso di altri velivoli sovietici contemporanei, la motorizzazione del TIS subì diverse variazioni nel corso della fase di sviluppo del velivolo in ragione della parallela evoluzione dei progetti di nuovi propulsori e delle loro alterne fortune.
Nella prima stesura, il TIS avrebbe dovuto essere equipaggiato da due Mikulin AM-35 o dal suo successore AM-37, motori in grado di sviluppare la potenza di 1 400 hp (1 044 kW). Quest'ultimo, tuttavia, si dimostrò scarsamente affidabile e soggetto a fenomeni di surriscaldamento e la sua produzione fu abbandonata dopo poche decine di esemplari.
La nuova stesura del progetto, risalente alla fine del 1943, previde quindi l'impiego di motori AM-39 unità in grado di sviluppare la potenza di 1 800 hp (1 342 kW); anche in questo caso il processo di sviluppo in itinere conobbe ritardi e per il TIS si trovò la soluzione provvisoria di montare due esemplari di AM-38F.
Il successivo abbandono del progetto del bimotore di Polikarpov fu decretato quando ancora lo staff dei progettisti contava di poter usufruire degli AM-39A che, secondo i calcoli previsionali, avrebbero consentito all'aereo di raggiungere la velocità di 650 km/h.

### Armamento
Anche in tema di armamento il protrarsi nel tempo della fase di gestazione del "TIS" determinò variazioni in corso d'opera; nella prima stesura, infatti, il progetto contemplava la possibilità di dotare il caccia bimotore di due cannoni ShVAK calibro 20 mm (con 200 proiettili ciascuno) sul muso, due mitragliatrici Berezin UB calibro 12,7 mm (con 1 200 proiettili per arma) nella torretta dorsale e una ShKAS calibro 7,62 mm sparante dal pavimento della cabina di pilotaggio. Sempre in questa prima fase, era stata valutata la possibilità alternativa di montare due cannoni ShFK calibro 37 mm e quattro ShKAS, opzione comunque rinviata in attesa del completamento dello sviluppo del cannone ShFK, progetto curato da Boris Gavriilovič Špital’nyj che non ebbe tuttavia particolare fortuna.
Nella stesura "TIS (MA)" risalente alla fine del 1943, l'aereo ebbe una dotazione inusuale e potenzialmente devastante: nel muso erano presenti due cannoni ShVAK, in una sottile gondola ventrale erano presenti due cannoni Nudelman-Suranov NS-45 (calibro 45 mm) e due Berezin UB nella torretta dorsale.
Erano state anche studiate soluzioni per l'utilizzo di carichi di caduta, inizialmente costituiti da 400 kg di bombe, saliti in seguito fino a 1000 kg.

## Impiego operativo
Pronto ad affrontare le prime prove di rullaggio dal 1º giugno del 1944, il Polikarpov TIS fu autorizzato ad andare in volo il 13 di quello stesso mese; pochi giorni dopo, il 29 giugno, l'aereo rimase danneggiato in atterraggio a causa del malfunzionamento dell'impianto frenante. I test ripresero un mese dopo e si protrassero fino al 16 settembre, per un totale di circa 9 ore di volo.
Le performance di velocità orizzontale e di salita in quota ottenute con i motori AM-38F confermarono quanto stimato nei calcoli teorici, lasciando sperare che con i previsti motori AM-39 l'aereo avrebbe raggiunto le prestazioni per cui era stato progettato.
Il 16 settembre tuttavia un nuovo atterraggio di fortuna, questa volta dovuto al malfunzionamento del carrello, provocò nuovi danni al velivolo che non fu più riparato: all'epoca Nikolaj Polikarpov era deceduto da poco più di un mese, mentre il bombardiere Petlyakov Pe-8 (cui il TIS avrebbe dovuto fornire la scorta) non aveva conosciuto la diffusione inizialmente sperata e per il TIS non era previsto un ruolo alternativo ed il suo sviluppo fu definitivamente accantonato.

### Annotazioni
1. ↑  In russo «Государственный Авиационный Завод» (ГАЗ), traslitterato in «Gosudarstvennyj Aviacionnyj Zavod» («GAZ»).
2. ↑  Dal russo «Народный Комиссариат Авиационной Промышленности» («НКАП») traslitterato «Narodnyj Komissariat Aviacionnoj Promyšlennosti» («NKAP»).
3. ↑  "Naučno-Issledovatel’skij Institut Voenno-Vozdušnyh Sil Krasnoj Armii", in russo Научно-Исследовательский Институт Военно-Воздушных Сил Красной Армии?, "Istituto di ricerca dell'aeronautica militare dell'Armata Rossa"

### Fonti
1. 1 2 3  TIS-A (MA), Heavy escort fighter, in "AirPages.ru".
2. ↑  Gunston e Gordon, 1998, p. 9.
3. 1 2 3 4 5 6 7 8 9 10 11 12 13 14 15 16 17 18 19 20 21 22 23  Поликарпов ТИС, in Уголок неба (Angolo di Cielo).
4. ↑  Polikarpov TIS, in "www.historyofwar.org ".
5. ↑  Polikarpov TIS Heavy Escort Fighter Prototype, in "www.militaryfactory.com".